# Мадрис
Мадрис (на испански: Madriz) е един от 15-те департамента на Никарагуа. Мадрис е с население от 172 587 жители (по приблизителна оценка от юни 2019 г.) и обща площ от 1708 км². Мадрис е разделен на 9 общини. Столицата на департамента е град Сомото. Кръстен е на Хосе Мадрис, президент на Никарагуа през 1909 – 1910 г.